# Rafinesquina
Rafinesquina is een monotypisch geslacht van uitgestorven brachiopoden, dat voorkwam van het Midden- tot het Laat-Ordovicium. Het geslacht werd benoemd ter ere van Constantine Samuel Rafinesque.

## Kenmerken
Deze drie tot vier centimeter lange brachiopode had de vorm van een grote, platte halfronde schaal. Het had een lange, rechte slotrand, een platte of holle armklep en een bolle steelklep. De schelp was bezet met fijne ribben, die onregelmatig waren. Eenmaal volwassen, verloor het dier zijn steel.
De leden van Rafinesquina waren epifaunaal, wat betekent dat ze op de zeebodem leefden, niet erin begraven, en suspensievoeders waren. Rafinesquina heeft normaal gesproken een concaaf-convex profiel, met uitstralende striae van afwisselende grootte die worden gekruist met fijnere concentrische striae. Hun breedte is meestal groter dan hun lengte, zoals de meeste strophomeniden. Leden van dit geslacht hadden schelpen die in stappen groeiden, waarbij elke toename een laag van de schaal vormde (net zoals bomen doen met hun ringen). In 1982 analyseerde Gary D. Rosenberg exemplaren van Rafinesquina alternata waarvan eerder werd aangenomen dat ze in een ondiepe subtidale omgeving hadden geleefd en stelde voor dat het mogelijk zou zijn om het totale aantal dagen in een maanmaand (de periode tussen volle manen) tijdens het Laat-Ordovicium te schatten.

## Verspreiding
Exemplaren van Rafinesquina hadden een kosmopolitische verspreiding en hun fossielen zijn te vinden in Amerika, Europa en Azië.

## Soorten
- R. alternata (Conrad, 1838)
- R. declivis (James, 1874)
- R. delicata Williams, 1974
- R. deltoidea (Conrad, 1838)
- R. insidiosa Williams, 1962
- R. jeffersonensis Bradley, 1930
- R. latisculptilus (Savage, 1913)
- R. lignani Vilas, 1985
- R. mesicosta Shumard, 1860
- R. mucronata Foerste, 1914
- R. nasuta (Emmons, 1842)
- R. oanduensis Oraspold, 1956
- R. orvikui Oraspold, 1956
- R. percensis Cooper and Kindle, 1936
- R. planulata Cooper, 1956
- R. ponderosa Hayes and Ulrich, 1903
- R. pseudoloricata (Barrande, 1848)
- R. relicula Benedetto, 1995
- R. stropheodontoides (Savage, 1913)
- R. trentonensis (Hall, 1847)
- R. ultrix Marek and Havlíček, 1967
- R. urbicola Marek and Havlíček, 1967